# Mina Kruseman
Wilhelmina Jacoba Pauline Rudolphine "Mina" Kruseman, anche nota come Oristorio di Frama (Velp, 25 settembre 1839 – Parigi, 2 agosto 1922), è stata una scrittrice, attrice, commediografa e femminista olandese.

## Biografia
Figlia di un generale dell'esercito olandese, trascorse l'infanzia e la prima giovinezza nelle Indie orientali, dove suo padre era di stanza. Fece ritorno nei Paesi Bassi con la famiglia nel 1854. Studiò pianoforte e canto al Conservatorio di Bruxelles, e iniziò a esibirsi come cantante classica con buon successo. Dopo una fortunata tournée nel sud degli Stati Uniti, nel 1872 rientrò a Bruxelles,e qui l'anno successivo diede inizio alla sua carriera teatrale, mettendo in scena inizialmente insieme all'attivista Betsy Perk e dopo pochi mesi da sola una serie di recital e di letture pubbliche di impronta spiccatamente femminista.  Lo stesso anno pubblicò il suo romanzo d'esordio, il parzialmente autobiografico Een huwelijk in Indië ("Un matrimonio alle Indie"). Fu autrice di numerosi romanzi, novelle e racconti di impianto femminista.
Dopo aver preso parte a diversi progetti teatrali, tra l'altro interpretando la protagonista della commedia Vorstenschool, scritta e messa in scena da Multatuli, e aver pubblicato uno scandaloso epistolario personale (Mijn leven, "La mia vita") nel 1877 decise di fare ritorno nelle Indie, dove al fianco della sua attività di attrice e commediografa intraprese il lavoro di insegnante. Nel 1881 diede inizio a una relazione con il ventenne scrittore e fotografo F.J. Hoffman; lo scandalo destato dalla loro differenza d'età costrinse la coppia a far ritorno in Europa, stabilendosi prima a Roma e successivamente a Boulogne-sur-Seine. Con lo scoppio della prima guerra mondiale si avvicinò ai movimenti pacifisti, e fu autrice di un celebre Appel à toutes les femmes du monde entier ("Appello alle donne di tutto il mondo").